# Marco Gruszka
Marco Gruszka (* 6. Dezember 1975 in Dortmund) ist ein deutscher Fußballspieler.

## Karriere
Marco Gruszka, der in seiner Jugend für den VfR Sölde, Borussia Dortmund und TSC Eintracht Dortmund auflief, spielte von 1993 bis 1997 mit dem VfR Sölde in der Oberliga Westfalen. 1997 wechselte er zu Preußen Münster und von dort im darauf folgenden Jahr zu Göttingen 05. In Göttingen avancierte Gruszka unter Trainer Joachim Krug zum Mannschaftskapitän und Publikumsliebling. Im Juli 2000 berief ihn Trainer Wolfgang Frank in den Kader des MSV Duisburg. Im folgenden Jahr wechselte Gruszka zum VfB Oldenburg und führte die Mannschaft dort 2002 als Kapitän zur Meisterschaft der Oberliga Nord. Gemeinsam mit Manager Franz Gerber wechselte Gruszka zur Saison 2002/03 zum Zweitligisten FC St. Pauli und bestritt dort bis Sommer 2004 insgesamt 52 Spiele. Nachdem es Gruszka anschließend aus familiären Gründen zurück ins Ruhrgebiet zog und er zunächst bis zum Winter eine fußballerische Pause einlegte, folgte er zur Jahreswende 2004/05 dem Ruf des inzwischen als Sportmanager der Hammer SpVg tätigen Joachim Krug in die westfälische Stadt Hamm. 2006 stieg Gruszka mit der Hammer Spielvereinigung als Kapitän in die Oberliga Westfalen auf und spielte dort in der NRW-Liga.
Von der Saison 2010/11 bis Sommer 2016 war Gruszka Spielertrainer beim Castrop-Rauxeler Bezirksligisten SuS Merklinde, seit der Saison 2016/17 ist er Trainer des Bezirksligisten SpVg BG Schwerin.

## Erfolge
Als Mannschaftskapitän jeweils Meister mit Göttingen 05 (1999), VfB Oldenburg (2002) und der Hammer SpVg (2006).